# Mateja Robnik
Mateja Robnik (Celje, 6 aprile 1987) è un'ex sciatrice alpina slovena.

## Biografia

### Stagioni 2003-2008
Sciatrice polivalente originaria di Luče e attiva in gare FIS dal novembre del 2002, la Robnik ha debuttato in Coppa del Mondo il 24 gennaio 2004 a Maribor in slalom gigante, senza qualificarsi, e in Coppa Europa il 2 febbraio successivo a Bardonecchia, classificandosi 39ª in supergigante. L'11 dicembre 2004 a Schruns ha ottenuto il suo primo podio in Coppa Europa (3ª in slalom gigante) e in seguito ha esordito ai Campionati mondiali: nella rassegna iridata di Bormio/Santa Caterina Valfruva 2005 è stata 44ª nello slalom gigante. Ha debuttato in Nor-Am Cup il 29 novembre 2005 a Winter Park, classificandosi 28ª in slalom speciale.
Il 28 dicembre 2006 ha ottenuto i primi punti in Coppa del Mondo, grazie al 18º posto nello slalom gigante di Semmering, e ai successivi Mondiali di Åre 2007 si è piazzata 39ª nello slalom gigante. Ha colto la sua unica vittoria in Coppa Europa ad Abetone il 4 febbraio 2008, sempre in slalom gigante, e il 13 marzo successivo il suo ultimo podio nel circuito, a Claviere nella medesima specialità (2ª).

### Stagioni 2009-2015
Il 29 novembre 2008 ha ottenuto ad Aspen in slalom gigante il suo miglior piazzamento in Coppa del Mondo (11ª); in seguito ai Mondiali di Val-d'Isère 2009, sua ultima presenza iridata, ha ottenuto il 25º posto nella discesa libera, il 12º nello slalom gigante, il 13º nella supercombinata e non ha completato il supergigante. Il 9 marzo 2012 ha disputato la sua ultima gara di Coppa del Mondo, lo slalom gigante di Åre che non ha completato.
Dopo aver gareggiato prevalentemente in Coppa Europa fino alla stagione 2011-2012, da quella successiva si è concentrata sulla Nor-Am Cup: nel circuito continentale nordamericano ha colto due podi, il primo il 5 febbraio 2013 a Vail in slalom gigante (2ª) e l'ultimo il 17 marzo seguente a Squaw Valley nella medesima specialità (2ª). Si è ritirata durante la stagione 2014-2015 e la sua ultima gara è stata uno slalom gigante universitario disputato il 26 febbraio ad Alyeska, vinto dalla Robnik.

## Palmarès

### Coppa del Mondo
- Miglior piazzamento in classifica generale: 61ª nel 2009

### Coppa Europa
- Miglior piazzamento in classifica generale: 20ª nel 2008
- 4 podi:
  - 1 vittoria
  - 2 secondi posti
  - 1 terzo posto

#### Coppa Europa - vittorie
| Data            | Località | Paese  | Specialità |
| --------------- | -------- | ------ | ---------- |
| 4 febbraio 2008 | Abetone  | Italia | GS         |

Legenda:

GS = slalom gigante

### Nor-Am Cup
- Miglior piazzamento in classifica generale: 24ª nel 2013
- 2 podi:
  - 2 secondi posti

### South American Cup
- Miglior piazzamento in classifica generale: 13ª nel 2009
- 1 podio:
  - 1 vittoria

#### South American Cup - vittorie
| Data           | Località    | Paese | Specialità |
| -------------- | ----------- | ----- | ---------- |
| 31 agosto 2008 | El Colorado | Cile  | GS         |

Legenda:

GS = slalom gigante

### Campionati sloveni
- 9 medaglie[2]:
  - 2 ori (supergigante, slalom gigante nel 2006)
  - 4 argenti (slalom gigante nel 2005; discesa libera, slalom speciale nel 2008; slalom speciale nel 2012)
  - 3 bronzi (supergigante nel 2004; discesa libera, supergigante nel 2005)